# Zōki
Zōki (増基法師; fl. X secolo) è stato un monaco buddista e poeta giapponese waka del periodo Heian (794-1185).
È talvolta chiamato Zōki Hōshi (増基法師). Era conosciuto anche come Rōshū.

## Biografia
È elencato come uno dei Chūko Sanjūrokkasen, ma nel Chūko Sanjūrokunin-den (中古歌仙三十六人伝?, Biografie dei Chūko Sanjūrokkasen) l'unica menzione su di lui è è che si chiamava Rōshū, ma i dettagli sono sconosciuti. Esiste una collezione di famiglia chiamata "Ihonushi" (いほぬし?) (conosciuta anche come "Zōkihōshi-shū" o "Anshu Nikki"), in cui tiene i diari dei suoi viaggi a Kumano e Tōtōmi. Nello stesso libro, c'è una poesia che si pensa sia stata composta il primo giorno del decimo anno dell'era Tenryaku (956). È opinione diffusa che fosse una persona diversa da Masuki, che compare nello Yamato monogatari.

## Opera poetica
Trenta sue poesie sono incluse in varie antologie imperiali, la poesia seguente è inclusa nel Goshūi Wakashū:
(Goshūi Wakashū, Estate, 186, Zōki Hōshi)